# Henry Mancini
Henry Mancini, właśc. Enrico Nicola Mancini (ur. 16 kwietnia 1924 w Cleveland, zm. 14 czerwca 1994 w Los Angeles) – amerykański kompozytor i aranżer pochodzenia włoskiego, twórca muzyki filmowej.

## Życiorys
Mancini dorastał niedaleko Pittsburgha w stanie Pensylwania, w niewielkim przemysłowym mieście Aliquippa. Jego rodzice pochodzili z Abruzji we Włoszech. Gdy miał 8 lat, ojciec zapisał go na lekcję gry na flecie. W wieku lat 12 rozpoczął grę na fortepianie. Razem z ojcem grał w zespole włoskich imigrantów Sons of Italy. Po ukończeniu szkoły średniej rozpoczął studia w słynnej Juilliard School of Music w Nowym Jorku.
W 1943 został wcielony do amerykańskiej armii. W 1945 brał udział w wyzwalaniu obozów koncentracyjnych w południowych Niemczech.
Po wojnie został pianistą w reaktywowanym przez Texa Beneke zespole Glenn Miller Band. Nadal poszerzał też swoje kompozycyjne i aranżacyjne umiejętności podczas studiów u Ernsta Křenka i Mario Castelnuovo-Tedesco.
Pod koniec lat 40. XX w. zaczął pisać muzykę do filmów. Jego pierwszym filmem był Lost in Alaska.
W 1952 rozpoczął pracę dla Universal Studios, gdzie przez następne 6 lat stworzył muzykę do ok. 100 filmów, w tym do obrazu The Glenn Miller Story, za którą uzyskał nominację do Oscara.
Od 1958 pracował jako niezależny kompozytor. Wkrótce też rozpoczęła się jego ponad 30-letnia współpraca z Blakiem Edwardsem. Pracowali razem przy niemal 30 filmach, w tym przy serii filmów Różowa Pantera, poczynając od pierwszego filmu z 1963.
Zdobył 4 Oscary (wszystkie za muzykę do filmów Edwardsa). Nagrał ponad 90 albumów z muzyką – od jazzu, przez pop, aż po muzykę poważną. Osiem z nich zdobyło w Stanach Zjednoczonych status „Złotej płyty”.
Zmarł w wieku 70 lat w Beverly Hills, powodem śmierci była choroba nowotworowa.

## Nagrody
20 statuetek Nagrody Grammy i 72 nominacje, 4 statuetki Oskara i 18 nominacji, 1 statuetka Golden Globe Award oraz 2 nominacje do nagrody Emmy.
- 1955 – pierwsza nominacja do Oscara za muzykę do filmu The Glenn Miller Story
- 1962 – nominowany w kategoriach: najlepsza muzyka i najlepsza oryginalna piosenka za film „Bachelor in Paradise”, wspólnie z Mackiem Davidem oraz 2 Oscary w tych samych kategoriach za film Śniadanie u Tiffany’ego i piosenkę Moon River (wspólnie z autorem tekstu Johnnym Mercerem)
- 1963 – Oscar w kategorii najlepsza piosenka za Days of Wine and Roses z filmu Dni wina i róż (wspólnie z autorem tekstu Johnnym Mercerem)[2]
- 1983 – Oscar w kategorii najlepsza muzyka filmowa[a] za film Victor/Victoria (wspólnie z Lesliem Bricusse’em)[3].